# Abus d'influence
En common law, l'abus d'influence (undue influence, expression autrefois traduite par influence indue) peut être défini comme étant un « acte exercé sur la volonté d’une personne par quelqu’un disposant d’un pouvoir sur elle afin d’orienter un choix qui lui revient en principe de manière autonome. Il s'agit d'une situation où l'une des parties abuse du pouvoir ou de l'influence qu'elle exerce sur une autre partie, de manière à compromettre le consentement de l'autre partie. 
Au XIXe siècle au Québec, le terme « influence indue » était notamment utilisé en politique par des politiciens libéraux en parlant des interventions publiques partisanes du clergé en faveur d'un candidat ou d'un parti politique. 

## Approche différente en droit civil
En droit civil, la notion de vice de consentement englobe implicitement l'idée d'abus d'influence ; par exemple, en droit des successions, la captation testamentaire vicie le consentement lorsqu'un individu abuse de l'influence qu'il exerce sur le testateur pour se faire désigner comme héritier dans un testament. 